# جاناتا دال (متحد)
جانتا دال (متحد) (به انگلیسی: Janata Dal (United)) یکی از حزب‌های سیاسی در هند است. این حزب بیشتر در ایالت‌های بیهار و کارناتاکا حضور سیاسی دارد. رهبر حزب نیتیش کومار است. حزب کنونی از ادغام جانتا دال (متحد) اولیه با حزب ساماتا در سی‌ام اکتبر ۲۰۰۳ تشکیل شد. جاناتا دال یکی از اعضاء ائتلاف دموکراتیک ملی است. جاناتا دال (متحد) در انتخابات مجلس ۲۰۰۴ حزب ۲۰۹٬۹۲۴٬۹ رای (۲٫۶٪ [۸ کرسی]) دریافت کرد.